# GAZ-3937
Der GAZ-3937 Wodnik (russisch ГАЗ-3937 Водник) ist ein moderner zweiachsiger amphibischer Mehrzweckgeländewagen (4×4) des russischen Automobilherstellers Gorkowski Awtomobilny Sawod. Es basiert auf den Geländewagen GAZ-2975 Tigr.
Das leicht gepanzerte Fahrzeug schützt die Insassen vor Handfeuerwaffen und Granatsplittern. Die Bewaffnung besteht aus einem schweren 14,5-mm-Maschinengewehr KPWT und aus einem 7,62-mm-PK-Maschinengewehr.
Die Reichweite des GAZ-3937 beträgt für befestigte Wege gemäß den Herstellerangaben 1000 Kilometer.

## Technische Daten
- Gewicht: 6600–7500 kg
- Nutzlast: 1500–2500 kg
- Besatzung: 2+9
- Länge: 5750 mm
- Breite: 2600 mm
- Höhe: 2630 mm
- Radstand: 3000 mm
- Spurweite: 2200 mm
- Bodenfreiheit: 475 mm
- Antrieb: GAZ-5621 6-Zylinder 128,7 kW/175 PS Turbodiesel
- Hubraum: 3200 cm³
- Höchstgeschwindigkeit: 120 km/h
- Reichweite (Straße): 700–1000 km

## Versionen
Es gibt zwei Versionen des GAZ-3937, die sich in der Anordnung der Besatzung, Motoranordnung und Frontgestaltung unterscheiden:
- GAZ-3937
- GAZ-39371

## Kampfeinsätze
Der GAZ-3937 wird von Russland im Russisch-Ukrainischen Krieg eingesetzt. Laut dem Oryx-Blog gingen mit Stand November 2024 zwei Fahrzeuge verloren.

## Nutzerstaaten
- Ukraine: Mindestens ein GAZ-3937 wurde im Februar 2023 während der Russischen Invasion der Ukraine erbeutet[3]
- Uruguay: 48 GAZ-39371, im Januar 2017[4]

Ehemaliger Nutzer
- Russland: Innenministerium der Russischen Föderation und russisches Heer[5]